# Poilley, Manche
Poilley är en kommun i departementet Manche i regionen Normandie i norra Frankrike. Kommunen ligger i kantonen Ducey som tillhör arrondissementet Avranches. År 2022 hade Poilley 968 invånare.

## Befolkningsutveckling
Antalet invånare i kommunen Poilley
| Referens: INSEE |